# Nouvelle modernité
La nouvelle modernité est un courant de la céramique contemporaine.

Entre 1945 et 1965, un groupe d'artistes plasticiens (parmi lesquels Guidette Carbonell, Robert Deblander, Elisabeth Joulia, Georges Jouve, Alice Colonieu et Jean et Jacqueline Lerat) s'intéresse au passage de l'artisanat à une dimension plasticienne de la céramique. La valeur culturelle de la production est mise en évidence, l'art doit être accessible au plus grand nombre.
Ce courant amènera au renouveau du grès français dans les années soixante.